# Youssef Msakni
Youssef Msakni (Tunes, 28 de outubro de 1990), é um futebolista tunisino que atua como atacante. Atualmente, joga pelo Al-Arabi.

## Carreira
Youssef Msakni representou o elenco da Seleção Tunisiana de Futebol no Campeonato Africano das Nações de 2017.